# Kwilina
Kwilina est une localité polonaise de la gmina de Radków, située dans le powiat de Włoszczowa en voïvodie de Sainte-Croix.